# Mietshaus Ainmillerstraße 22

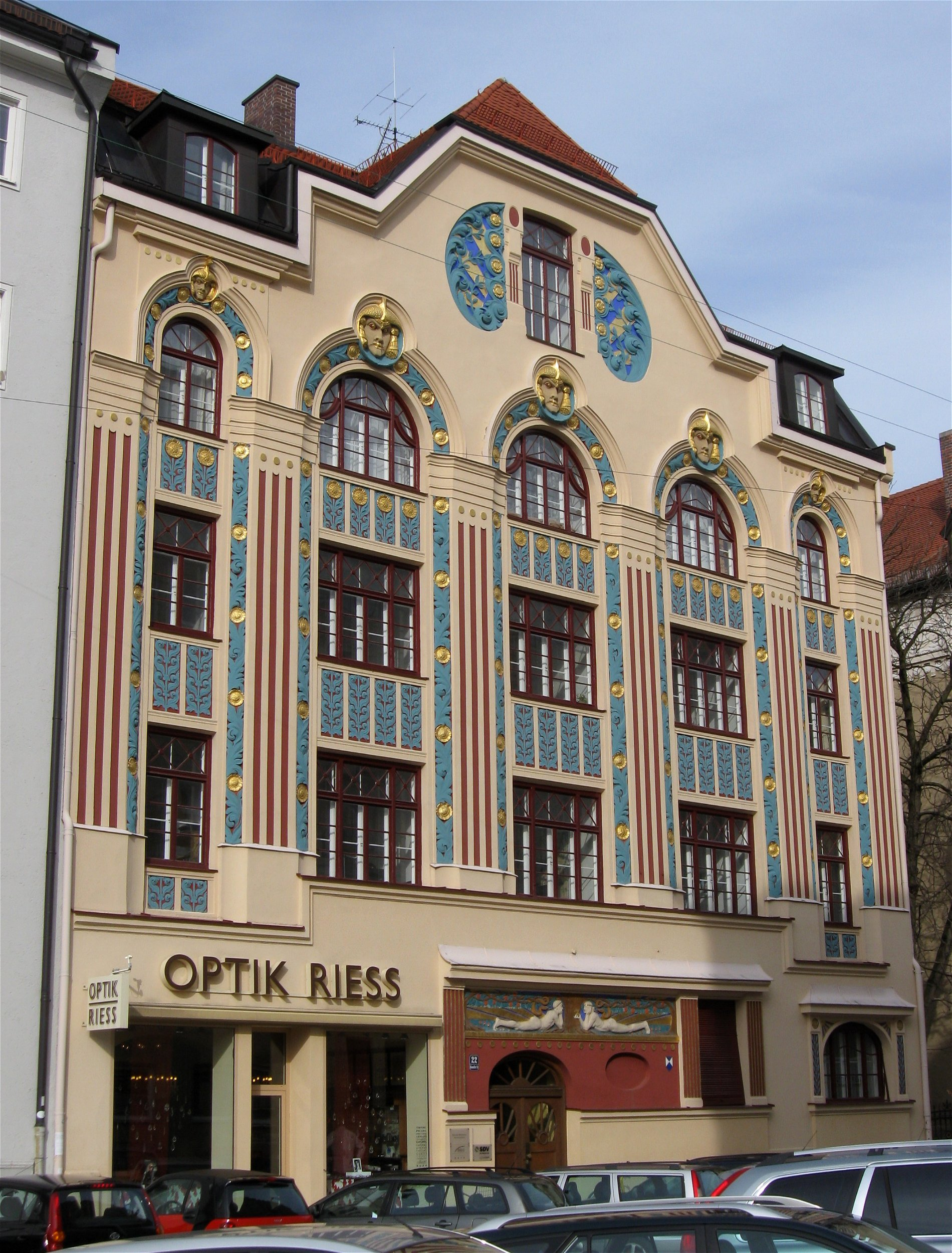
Das Mietshaus Ainmillerstraße 22

Das Mietshaus Ainmillerstraße 22 ist ein viergeschossiger Jugendstilbau in der Ainmillerstraße 22 in München-Schwabing und als Einzeldenkmal in die Bayerische Denkmalliste aufgenommen.

## Architektur
Das Gebäude wurde 1899–1900 erbaut und verfügt über ein Zwerchhaus, ein Walmdach und eine reich gegliederte polychrome Fassade mit figürlichem Dekor. Erbaut wurde es von Felix Schmidt nach einem Fassadenentwurf von Ernst Haiger, der auch durch den Amerikaner Henry Helbig mitgestaltet wurde. Die Fassade ist fünfachsig und durch farbig gefasste Wandpfeiler gegliedert. Diese ruhen auf einem Sockel, der in den mittleren drei Achsen leicht hochgezogen wurde. Im dritten Obergeschoss liegen Rundbogenfenster, wogegen ansonsten Rechteckfenster eingebaut wurden. Der Bau ist ein Beispiel des klassizierenden Jugendstils in München. Klassische Architekturelemente wurden mit Polychromie und Vergoldung einiger dekorativer Reliefs kombiniert. Das Einfahrtstor ist noch bauzeitlich erhalten. Das Gebäude ist als geschütztes Kulturgut eingetragen. Das linke Untergeschoss wurde dennoch durch Einbau eines Ladens verändert, auch im Dachgeschoss befindet sich der Bau nicht mehr im Originalzustand.